# Джером Крейс
Джером Крейс (англ. Jerome Krase, нар. 2 березня 1943 року, Нью-Йорк, США) — американський науковець, соціолог, почесний професор соціології Школи бізнесу імені Мюррея Коппельмана, професор Школи гуманітарних та соціальних наук, президент Європейської академії наук України, громадський діяч. Експерт у галузі соціології та джентрифікації (зокрема, досліджує етнічні групи в Брукліні та його околицях). Джером Крейс також виступає як консультант у державних і приватних установах з питань міської спільноти. Є співредактором журналу «Міське життя»(англ. Urbanities) та членом редколегії ще декількох журналів.

## Життєпис
Джером Крейс народився 2 березня 1943 ріку в Брукліні, Нью-Йорк.
Його батько Стівен Крейс народився в Трамбуллі (штат Коннектикут), в сім'ї Яноша Храска і Елізабет Валь - іммігрантів з Австро-Угорщини. Його мати Марта Крейс народилася в Брукліні, в сім'ї Джераламо Канжелозі і Марі Трентакоста - іммігрантів з Маринео (Італія).
У 1964 році Джером Крейс одружився з Сюзанною Ніколетті, докторці педагогічних наук, яка до виходу на пенсію працювала адміністраторкою лікарні. У Джерома та Сюзанни три доньки: Крістін Марта Крейс, магістр медицини, педагогиня-психологиня; Карен Роуз Крейс, магістр медицини, дитяча ерготерапевтка; та Кетрін Сюзанна Крейс, докторка медицини, докторка юриспруденції, консультантка в юридичній та освітній сферах.
Після закінчення Бруклінської технічної середньої школи у 1960 році Джером Крейс продовжив навчання у кампусі Індіанського університета в Блумінгтоні. У 1963-1966 роках Крейс пішов добровольцем до армії США. Після трирічної служби в Армія США, в 1967 році він отримав ступінь бакалавра соціології з другорядною спеціальністю в галузі історії та філософії. У 1973 році Крейс отримав докторський ступінь з соціології в Нью-Йоркському університеті. Його докторська дисертація «Презентація комуни в міському суспільстві» була присвячена незаслуженій соціально-психологічній дискримінації чорношкірого району Брукліна, і як наслідок ставлячи під сумнів необгрунтовані негативні расові стереотипи в цілому.

## Наукова діяльність
Джером Крейс присвятив понад п'ятдесят років своєї наукової діяльності Бруклінському коледжу Міського університету Нью-Йорка. Там він двічі очолював кафедру соціології, був керівником Центру італо-американських досліджень, входив до складу Консультативної ради Інституту мексиканських досліджень, а також був членом-засновником та членом правління Академії природничих та гуманітарних наук Міського університету Нью-Йорка.
Професор Крейс брав участь та організовував різноманітні наукові онлайн-зустрічі, круглі столи, форуми, семінари та конференції. Він є автором численних журналістських та наукових статей.
Він взяв участь у дискусії «Чому нас навчають зображення» (англ. What Images Teach Us), у вебінарі Філадельфійського центру фотомистецтва «У пошуках фокусу під час кризи» (англ. Finding Focus In Times of Crisis) у 2020 році та представив роботу «Життя в епоху Covid-19 у гіпер-супер-джентрифікованому районі».
В 2020 року Крейс був спікером на Міжнародних міждисциплінарних онлайн-конференціях «Місто як навчальна аудиторія», «Намалюй субкультуру» і «Справжнє життя та справжня економіка», організованих Європейською академією наук України.
Джером Крейс також брав участь у створенні документальних відеофільмів, таких як "Магічний автобус" (The Magic Bus, 2004 рік), знятий компанією "Голос Америки", "Почути кожен голос" (Hear Every Voice), документальний фільм Служби національних парків про візуальну соціологію та роботі з іммігрантами (2009 рік). Протягом багатьох років професор Крейс входив до складу рад директорів, комітетів, що присуджують нагороди, гранти та премії, а також був головою або допомагав іншим чином організувати щорічні зустрічі різних організацій та асоціацій, таких як Американська соціологічна асоціація (American Sociological Association), Міжнародна соціологічна асоціація (англ. International Sociological Association), Міжнародна асоціація візуальної соціології, Східне соціологічне суспільство, Гуманітарні та соціальні науки онлайн (H-Net), Суспільство вивчення символічної взаємодії, Асоціація гуманістичної соціології, Американсько-італійська історична асоціація, Польський інститут мистецтв та наук в Америці, Польсько-американська історична асоціація, Міжнародний урбаністичний симпозіум, Американська асоціація розвитку науки та Товариство з вивчення соціальних проблем.
Він отримав багато заявок на отримання дослідних грантів Конгресу професійного персоналу (PSC CUNY) в галузі етнічних та регіональних досліджень, Міністерства охорони здоров'я, освіти та соціального забезпечення США, Катарського національного дослідницького фонду, Фонду Рокфеллера в галузі гуманітарних наук, а також дослідні гранти для проектів у Канаді, Бельгії та Європейському Союзі. Крім того, професор Крейс працював над докторською дисертацією та іншими програмами здобуття ступеня в Університеті Тренто, Університеті Вітватерсранда в Південній Африці, Папському католицькому університеті в Сан-Паулу, Університеті Бергена в Норвегії, Університеті штату Нью-Йорк в Олбані, та Університеті штату Нью-Йорк в Олбані. Джея Міського університету Нью-Йорка.
Професор Крейс активно виступав з доповідями у вищезгаданих та багатьох інших наукових організаціях, включаючи такі як Європейська соціологічна асоціація та Східне соціологічне суспільство.
Його часто запрошували читати лекції та на конференції у різних країнах світу, серед них: семінари з візуальної соціології для випускників у Ягеллонському університеті в Кракові, Польща (2018) та лекції про міське життя та культуру в Чжецзянському університеті в Ханчжоу, Китай (2017).
Він виступав як ключовий речник з доповідями на таких заходах як: Симпозиум про фотографію в польових дослідженнях 2016 року в Університеті Центрального Ланкаширу в Престоні, Великобританія (2016); «Культурна, архітектурна спадщина та соціальна інтеграція» в Університеті Суор Орсола Бенінкаса в Неаполі, Італія (2015); докторський семінар «Бачення нерівності», Університет Тренто, Італія (2014); Зігенський дослідницький коледж, Німеччина (2013); «Тематична докторська школа соціальних наук», Католицький університет Лувена, 2011 року, Відкритий Симпозіум: Нова мобільність та різноманітність: Завдання перетворення міського суспільства на інклюзивне місто в Зігенському університеті, Німеччина (2013 рік); «Етнічні перехрестя: Візуалізація міських наративів», Кельнський університет, (2009 рік); та серія семінарів при Об'єднаній реформатській церкві в Лондонській школі економіки та політичних наук (2007 рік).
Професор Крейс був приватним консультантом та керівником програми міжнародних візитів у Державному департаменті США. У період з 1983 по 1995 роки він був призначений губернатором до ради директорів Ради Нью-Йорка з гуманітарних наук.

## Громадська діяльність
Професор Крейс тривалий час був активістом та громадським діячем, він продовжує консультувати державні та приватні агенції з питань міських комун та культурної різноманітності.
Він написав безліч книг та статей про міське життя та культуру, зробив ряд фотографій, читав лекції, проводив дослідження міських кварталів у США та за кордоном.
Також заслуговує на увагу його безперервна робота членом редакційної колегії або рецензентом для таких журналів як: «Американський соціологічний огляд» (англ. American Sociological Review), «Візуальні дослідження» (англ. Visual Studies), «Журнал Відео Етнографії» (англ. The Journal of Video Ethnography), «Людство і суспільство» (англ. Humanity and Society), «Міжнародна соціологія» (англ. AInternational Sociology), «Етнологія» (англ. AEthnologies), «Місто, культура та суспільство» (англ. City, Culture and Society), «Якісна соціологія» (англ. AQualitative Sociology), «Огляд етнологічної міжнародної міграції» (англ. Ethnologies International Migration Review), «Житловий фонд» (англ. Housing), «Теорія і суспільство» (англ. Theory and society), «Сучасна соціологія» (англ. Contemporary Sociology), «Простір і культура» (англ. Space and Culture), «Фонд Кордоби Культура в діалозі» (англ. The Cordoba Foundation Cultures in Dialogue), видавництва університету Міннесота (англ. The University of Minnesota Press), Колумбійського університету (англ. Columbia University Press), Манчестерського університету (англ. the University of Manchester Press) та видавництв SUNY Albany Press та Random House.

### Фотографії та виставки
- Був куратором на виставці студентських фотографій Центру італійсько-американських досліджень «Повернення до італійців із Брукліна» (4 жовтня — 4 листопада 2016 року).[33]
- Був у журі на виставці Click! в Бруклінському музеї «Обличчя Брукліна, що змінюється», літо 2008 року[34].
- Виступив одним із кураторів на виставці «Бруклінське повстання: 1970-ті та 1980-ті роки, основа сучасного Брукліна»[33].
- Виступив куратором студентської фотовиставки «Італійці Брукліна: минуле та сьогодення», що проходила у Бруклінському коледжі у травні 1982 року[33][35].

## Визнання та нагороди
- Джером Крейс є почесним член редакційної ради журналу Міжнародної асоціації візуальної соціології[36].
- Подяка Асамблеї штату Нью-Йорк за волонтерський внесок як журналіст, педагог і автор.[37]
- Іноземна стипендія Джеймса Вільяма Фулбрайта, 2017—2020 роки.[33]
- Грант Жіночого фонду Нью-Йорка «Оцінка потреб арабо-американської спільноти Нью-Йорка», 2006—2007 роки[33].
- Грант на фотопроект від Фонду Бруклінського коледжу «Проект толерантності» (англ. Tolerance Project), 2007 рік.[33]
- Премія монсеньйора Джіно Бароні, Італійська Америка, 2005 рік[38].
- Премія Білла Сесіла-Фронсмана за педагогічну грамотність у класі соціальних наук H-Net: Гуманітарні та соціальні науки онлайн, на Щорічних зборах Американської історичної асоціації, січень 2004 року.[33]
- Премія «Створення змін», П'ята щорічна конференція студентського життя, декан студентського життя, Бруклінський коледж Міського університету Нью-Йорка, 2003 рік.[39]
- Travel Awards від Фонду Бруклінського коледжу, 2000—2001 роки.[39]
- Премія ректора Ла Сапієнца, червень 1998 рік.[5]
- Нагороди Фонду Костюшко і Міністерства національної освіти Польщі за «Вивчення народної архітектури Польщі», весна 1997 року.[40]
- Нагорода за «Інтерес та турботу про бруклінську спільноту» від Асоціації китайсько-американських науковців, 1995 рік.[39]
- Премія факультету PSC/CUNY за «Фотографічні дослідження у Південній Італії», літо 1985 рік.[41]

## Книги
- «Я и сообщество в городе» (англ. Self Selection and Urban Decay).[42]
- «Презентація спільноти у міському суспільстві» (англ. The Presentation of Community in Urban Society).[43]
- «Комплексна інформаційна система про зловживання психоактивними речовинами»(англ. A Comprehensive Substance Abuse Information System).[44]
- «Статистичний довідник з Гринвіч-Вілледж» (англ. Statistical Guide to Greenwich Village).[45]
- «Ознаки дому» (англ. Traces of Home).[46]
- «Гринвіч-Вілледж: статистичні тенденції та спостереження» (англ. Greenwich Village: Statistical Trends and Observations).[47]
- «Бачити, як міняються міста» (англ. Seeing Cities Change: Local Culture and Class).[48]
- «Американці італійського походження та студентське життя: огляд досвіду студентів у Бруклінському коледжі» (англ. Italian-Americans and College Life: A Survey of Student Experiences at Brooklyn College.)[49].
- «Плавильний котел і не тільки: американці італійського походження» (англ. Race, Class, and Gentrification in Brooklyn).[50]
- «Раса, клас та джентрифікація в Брукліні» (англ. Ethnicity and Machine Politics).[51]
- «Раса та етнічна приналежність у Нью-Йорку» (англ. Race and Ethnicity in New York City).[52]
- «Етнічні ландшафти в урбаністичному світі» (англ. Ethnic Landscapes in an Urban World).[53]
- «Статус інтерпретації в італо-американських дослідженнях» (редакція) (англ. The Status of Interpretation in Italian American Studies (editor)).[54]
- «Американці італійського походження у мультикультурному суспільстві» (англ. Italian Americans in a Multicultural Society).[55]
- «Італійсько-американський досвід Стейтен-Айленда» (англ. The Staten Island Italian American Experience).[56]
- «Промисловість, праця, технології та італійсько-американські спільноти» (англ. Industry, Labor, Technologies and the Italian American Communities).[57]
- «Огляд італійсько-американських досліджень» (англ. The Review of Italian American Studies)[58].
- «Італо-американська політика: місцева, глобальна/культурна, особиста» (англ. Italian American Politics: Local, Global/Cultural, Personal).[59]
- «Різноманітність та місцеві умови» (англ. Diversity and Local Contexts).[60]
- «Американці італійського походження до масової міграції» (англ. Italian Americans Before Mass Migration).[61]
- «Джентрифікація у всьому світі, Том I» (англ. Gentrification around the World, Volume I.).[62]
- «Джентрифікація у всьому світі, Том II» (англ. Gentrification around the World, Volume II).[63]
- «Плавильний котел і не тільки» (англ. The Melting Pot and Beyond).[64]
- «Різновиди міського досвіду» (англ. Varieties of Urban Experience).[65]